# Günter Hermann
Günter Hermann (Rehburg, 5 dicembre 1960) è un allenatore di calcio ed ex calciatore tedesco, di ruolo difensore, tecnico dell'Osterholz-Scharmbeck.

## Carriera

### Club
Dopo aver iniziato a giocare nella squadra del suo paese natale, il Rehburg, Hermann ha militato in Bundesliga con il Werder Brema e il Wattenscheid 09. Con la squadra di Brema ha vinto 2 campionati tedeschi, una Coppa di Germania e una Coppa delle Coppe. Ha concluso la sua carriera nel 1996 con l'Hannover 96 in Zweite Bundesliga.

### Nazionale
Hermann con la Nazionale tedesca vinse i Mondiali 1990, durante i quali, tuttavia, non scese mai in campo.
Con la Germania Ovest Hermann ha disputato 2 partite amichevoli, il 21 settembre 1988 contro l'URSS a Düsseldorf (1-0) e il 30 maggio 1990 contro la Danimarca a Gelsenkirchen (1-0), ultimo test prima dei Mondiali.

### Allenatore
Hermann dopo aver concluso la carriera di giocatore ha intrapreso quella di allenatore. Oggi allena l'Osterholz-Scharmbeck che ha guidato alla promozione dalla Bezirksklasse (7º livello) alla Oberliga Nord. Dal 1996 è titolare di un negozio di articoli sportivi.

## Palmarès

### Club

#### Competizioni nazionali
- Campionato tedesco: 2

Werder Brema: 1987-1988, 1992-1993
- Coppa di Germania: 1

Werder Brema: 1990-1991

#### Competizioni internazionali
- Coppa delle Coppe: 1

Werder Brema: 1991-1992

### Nazionale
- Campionato mondiale: 1

1990